# Neoplatycerus kemticus
Neoplatycerus kemticus är en stekelart som beskrevs av Trjapitzin och Triapitsyn 2002. Neoplatycerus kemticus ingår i släktet Neoplatycerus och familjen sköldlussteklar.
Artens utbredningsområde är Egypten. Inga underarter finns listade i Catalogue of Life.